# Seschseschet Scheschit
Seschseschet, mit zweitem Namen Scheschit war eine Prinzessin der altägyptischen 6. Dynastie und eine Tochter von Pharao Teti.

## Herkunft und Familie
Seschseschet war eine Tochter von Pharao Teti, dem ersten Herrscher der 6. Dynastie. Sie wurde offenbar nach Tetis Mutter Seschseschet benannt. Teti hatte mindestens drei königliche Gemahlinnen: Iput I., Chuit und eine Frau, deren Name nur unvollständig überliefert ist und vielleicht Chentkaus lautete. Welche dieser Frauen die Mutter Seschseschets war, ist unbekannt. Zahlreiche Geschwister oder Halbgeschwister Seschseschets sind bekannt: Ihre Brüder Userkare und Pepi I., die beide nach Tetis Tod den ägyptischen Thron bestiegen, sowie mehrere Schwestern. Eine von ihnen hieß Inti, weitere Schwestern trugen ebenfalls den Namensbestandteil Seschseschet (Nebtinubchet Seschseschet, Seschseschet Scheschti, Seschseschet Watetchethor).
Seschseschet Scheschit war mit dem Beamten Wedjahateti Neferseschemptah verheiratet, der unter anderem als Assessor der Priester der Teti-Pyramide fungierte.

## Titel
Seschseschet Scheschit trug folgende Titel: Königstochter (Sat-nesut), leibliche Königstochter (Sat-nesut-en-chetef), geliebte älteste leibliche Königstochter.

## Grabstätte
Seschseschet Scheschit wurde in der Mastaba ihres Mannes nahe der Teti-Pyramide in Sakkara beigesetzt. In dem Grab finden sich mehrere bildliche Darstellungen von ihr.